# Carl Bernhard Neuman
Carl Bernhard Neuman, ibland enbart Bernhard Neuman, född 3 maj 1895 i Göteborg, död 13 januari 1974 i Malmö, var en svensk konstnär.
Neuman studerade vid Konstakademien och i Paris. Han målade och tecknade porträtt, landskap och hamnmotiv. Verken bestod också av hästar i rörelse, stilleben även i kol och gärna med blommor. Färghållningen på hans målningar är frisk. 
Hans verk finns representerade bland annat vid Göteborgs konstmuseum[källa behövs] och Malmö museum samt på Västerås konstmuseum och Borås konstmuseum.
Bernhard Neuman var under en period gift med Florence Wahlinder (1881–1954). Med henne hade han dottern Eva Brandelius (1920–1987) som var journalist. 1941 gifte han sig med May Sylvia Louise Slandorff, född 1904 i Brooklin, dotter till Richard Slandorff och hans svenskfödda hustru Inez Beetz von Beetzen från Göteborg. Senare var Neuman gift med Gulli Svenborg Ingegärd Neuman (1916–1989). Han är begravd i Neumanska familjegraven på Angelstads kyrkogård i Småland där även föräldrarna samt makarna Brandelius vilar.